# Циклус сиромаштва
Циклус сиромаштва је стање сиромаштва које траје више од једне генерације (породице) и често се преноси на наредну генерацију. Често деца сиромашних немају приступ квалитетном образовању, здравим стиловима живота, пословним могућностима, финансијској подршци каријери, снажној породичној подршци и слично, тако да је већа вероватноћа да остану сиромашни и подижу своју децу у сиромаштву.